# Pendarus likrois
Pendarus likrois är en insektsart som beskrevs av Hamilton 1975. Pendarus likrois ingår i släktet Pendarus och familjen dvärgstritar. Inga underarter finns listade i Catalogue of Life.